# فرط جارات الدرقية الثالثي
فرط جارات الدرقية الثالثي (بالإنجليزية: Tertiary hyperparathyroidism)‏ هو مرض ينتج بسبب الإفراط في إنتاج هرمون الغدة الجار الدرقية، الذي تفرزه الغدد جارات الدرقية.
تعمل الغدد جارات الدرق على مراقبة وتنظيم مستويات الكالسيوم في الدم عبر إنتاج أو عدم إنتاج هرمون خاص بها. تقع هذه الغدد من الناحية التشريحية في الرقبة على جانبي الغدة الدرقية، ولا تؤثر هذه الأخيرة على إنتاج هرمون جارات الدرق. تفرز الغدد جارات الدرق هرمون خاص بها استجابةً لانخفاض مستوى الكالسيوم في الدم. يعتقد الباحثون أن الانخفاض المستمر لمستويات الكالسيوم يحفز التطور التدريجي للأورام الغدية الحميدة في الغدد جارات الدرقية؛ وهذا يؤدي إلى فرط جارات الدرقية الأولي. يعتبر فرط جارات الدرقية الأولي أشيع الأشكال الناجمة عن هذه الحالة، بينما ينجم فرط جارات الدرقية الثانوي والثالثي عن المعاناة من مرض الكلى المزمن. يبلغ معدل الانتشار العالمي لمرض الكلى المزمن 11- 13%، وهذا يعني احتمال تطور فرط جارات الدرقية الثالثي لدى عدد كبير من الأشخاص. وصف فرط نشاط جارات الدرقية الثالثي لأول مرة في أواخر الستينيات، وقد كان يشخص في السابق خطًا على أنه فرط أولي. على عكس فرط نشاط جارات الدرقية الأولي، يمثل فرط جارات الدرقية الثالثي شكل متقدم من الشكل الثانوي للمرض. تتضمن المؤشرات الكيمائية للمرض فرط كالسيوم الدم وارتفاع مستقل في هرمون جارات الدرقية، بالتزامن مع تشكل أورام غدية في الغدد جارات الدرقية الأربعة. تتضمن الخيارات العلاجية عند تشخيص المرض التداخل الجراحي لاستئصال الغدد.

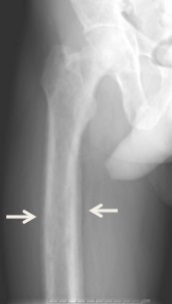
ترقق العظام الطويلة الناجم عن فرط جارات الدرقية الثالثي

## الأعراض
ترتبط أعراض فرط جارات الدرقية الثالثي بارتفاع مستويات الكالسيوم في الدم. تتشابه أعراض فرط جارات الدرقية الثالثي والأولي؛ إذ يحدث فرط كالسيوم الدم في كلا الشكلين. تتنوع شدة الأعراض بشكل كبير؛ فقد يكون المرض غير عرضي في بعض الحالات أو مع أعراض شديدة معرقلة للحياة في حالات أخرى. 
قد يترافق المرض بأعراض غير نوعية كالشعور بالتعب والعطش وتبدل الحالة المزاجية الذي يتضمن الإحساس بالاكتئاب والوهن وسرعة الانفعال، وذلك بالإضافة إلى أعراض أخرى كالحكة والصداع وآلام المفاصل والنسيان والألم البطني. ترتبط الأعراض الأكثر نوعية بارتفاع مستويات الكالسيوم والفوسفات في الدم، وتعتبر الآلام العظمية والمضض المرتبط بالعضلات الدانية من الأعراض الشائعة. تتضمن العلامات الأخرى ما يلي: التهاب البنكرياس وتشكل الحصيات الكلوية وتكلسات القرنية وترقق العظام الطويلة والتكلسات تحت الجلدية التي قد تكون واضحة لدى بعض المرضى.
قد يتطور لدى هؤلاء المرضى التأق التكلسي، وولكنه غير شائع. تؤدي المستويات المرتفعة من الكالسيوم والفوسفات إلى تشكيل هياكل بلورية تترسب في الأوعية الدموية. تسبب هذه البلورات استجابة التهابية وقد تؤدي إلى انسداد الأوعية الصغيرة. تتضمن المضاعفات الأخرى الإنتانات والنخر الثانويين. يعتبر ما سبق مهدد للحياة، وهذا يجعل مراقبة مستويات الكالسيوم والفوسفات في الدم أمرًا ضروريًا.
تشيع الأمراض الناجمة عن الضياع العظمي -كانخفاض الكثافة العظمية وهشاشة العظام- في فرط جارات الدرقية الثالثي، كما يشيع حدوث الكسور المرضية. قد يشير تعجر الأصابع الكاذب إلى شكل شديد من فرط جارات الدرقية الثالثي؛ فهذا ينجم عن فرط ارتشاف السلاميات البعيدة.
يعتمد التشخيص على الفحص السريري والتحاليل المخبرية. تستخدم الفحوص الشعاعية للبحث عن علامات الضياع العظمي في اليدين والحوض باعتباره أحد علامات فرط جارات الدرقية الثالثي. يستخدم الفحص السريري لتحديد درجة الضعف العضلي، وفيه يطلب الطبيب من المريض الوقوف من وضعية الجلوس مع وضع يديه على صدره. تستخدم الفحوص المخبرية لمعرفة مستوى الكالسيوم والفوسفاتاز القلوية في الدم؛ إذ تكون هذه المستويات مرتفعة دائمًا في فرط جارات الدرقية الثالثي. تتضمن الموجودات المخبرية الشائعة الأخرى: انخفاض مستوى فيتامين د وارتفاع مستوى هرمون الغدد جارات الدرقية وفرط فوسفات الدم.

## الأسباب
السبب المباشر الذي يؤثر على الدريقات ويسبب فرطَ الدُّرَيقات الثالثي يُعَدُّ مجهولاً في أغلب الأحوال، باستثناء 6% من الحالات التي يكون فيها المرض وراثياً. أما في الحالات غير الوراثية يحدث بسبب فرط كالسيوم الدم    

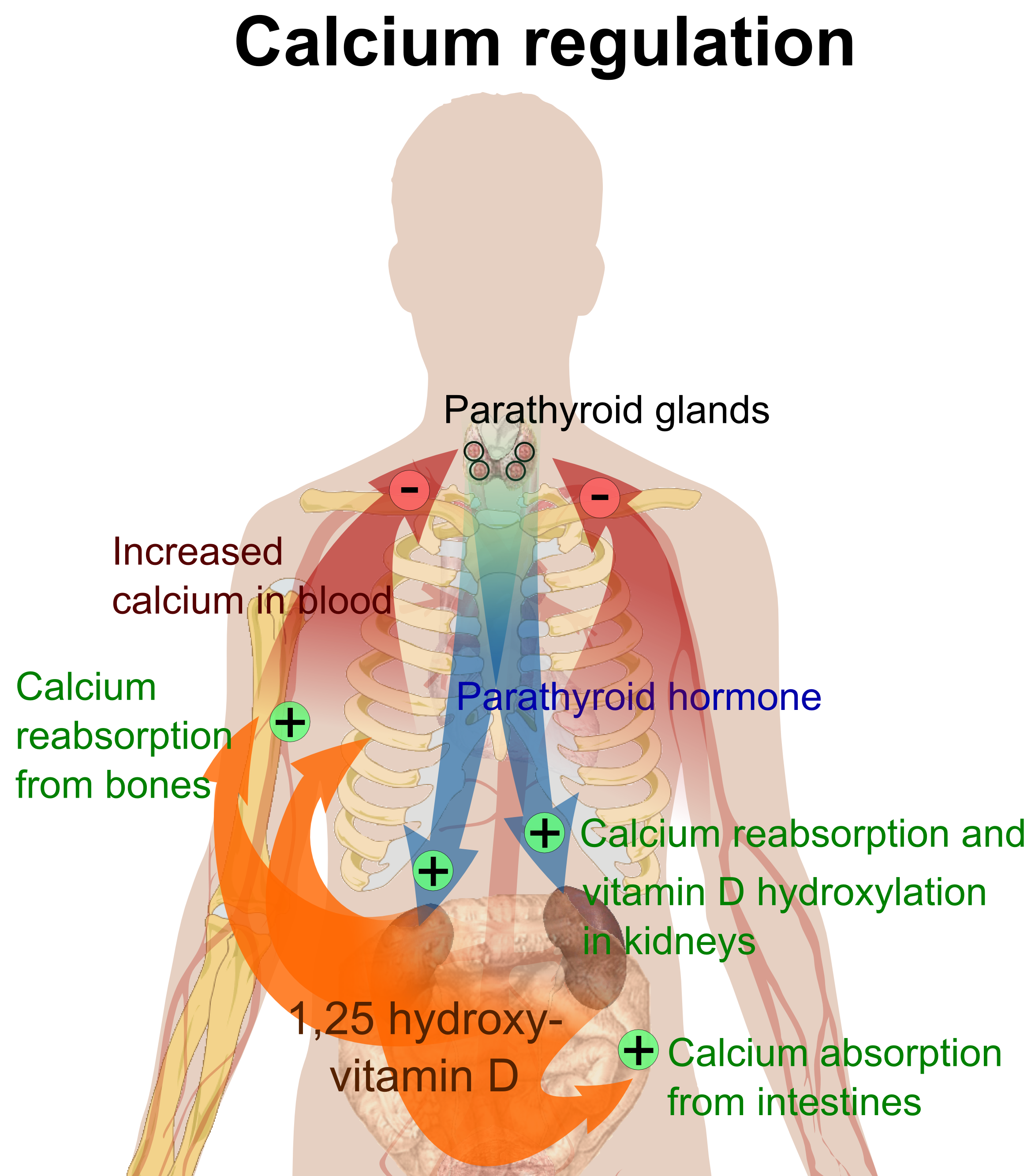
حلقة لتنظيم الكالسيوم في الجسم